# Tang Xijing
Tang Xijing (Guangdong, 3 januari 2003) is een Chinese gymnaste In 2019 behaalde ze de zilveren medaille voor meerkamp op het wereldkampioenschap turnen. Op de Olympische Spelen in Tokio haalde ze zilver op de balk.

## Resultaten
| Jaar | Competitie                         | Resultaten                   |
| ---- | ---------------------------------- | ---------------------------- |
| 2019 | Wereldkampioenschappen turnen 2019 | meerkamp · 4e team           |
| 2021 | Olympische Spelen Tokio 2020       | balk · 7e meerkamp · 7e team |
| 2022 | Wereldkampioenschappen turnen 2022 | 6e team                      |